# Witold Karlowitsch Zeraski

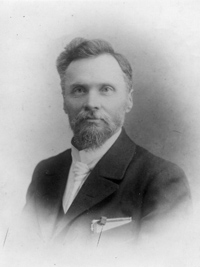
Witold Karlowitsch Zeraski

Witold Karlowitsch Zeraski (russisch Витольд Карлович Цераский, in englischer Transkription Vitold Karlovich Tserasky, * 27. Apriljul. / 9. Mai 1849greg. in Sluzk; † 29. Mai 1925 in Troizkoje bei Podolsk) war ein russischer Astronom.
Weitere Schreibweisen des Namens sind Tseraskiy (Internationale Astronomische Union), Ceraski (Astronomische Nachrichten) und Ceraskij (Gemeinsame Normdatei).

## Leben
Witold Karlowitsch Zeraski wurde am 9. Mai 1849 als Sohn eines Geographielehrers in der damals russischen Stadt Sluzk, zirka 100 km südlich von Minsk, heute Weißrussland, geboren. Ab 1867 begann er an der Moskauer Universität ein Astronomiestudium und schon ab dem zweiten Studienjahr arbeitete er als Rechner am Observatorium der Universität.
Er gewann eine Goldmedaille für eine studentische Arbeit über die Berechnung der Ellipsenbahn des Mars aus drei Beobachtungen.
Nach seinem Studienabschluss 1871 nahm er eine außerplanmäßige Stelle am Observatorium an.
Schon ab 1870 unterrichtete Zeraski an der höheren Frauenschule in Moskau, 1878 wurde er zum beobachtenden Astronomen des Observatoriums ernannt und ab 1882 hielt er auch Physikkurse an der Moskauer Universität ab. 1883 bestand er mit einer Arbeit über die Helligkeitsbestimmung weißer Sterne seinen Masterabschluss. Im Jahr darauf schloss er die Ehe mit Lidija Petrowna Zeraskaja, ebenfalls Astronomin, und erhielt eine Privatdozentenstelle. 1888 wurde Zeraski mit einer Arbeit über das astronomische Photometer und seine Anwendungen promoviert und im Jahr darauf zum Professor ernannt. 1890 trat er die Nachfolge von Fjodor Alexandrowitsch Bredichin als Direktor des Observatoriums an, eine Position, die er bis 1916 innehielt.

Wegen seines sich verschlechternden Gesundheitszustands zog er auf Anraten seiner Ärzte nach Feodossija auf der Krim. 1922 verließ er Feodossija wieder und zog nach Podolsk südlich von Moskau, wo sein Sohn Konstantin als Arzt arbeitete. Am 11. Mai wurde sein 75. Geburtstag mit einer feierlichen Sitzung begangen. Seine Kräfte ließen weiter nach, er starb ein Jahr später, am 29. Mai 1925. und wurde auf dem Wagankowoer Friedhof beigesetzt.

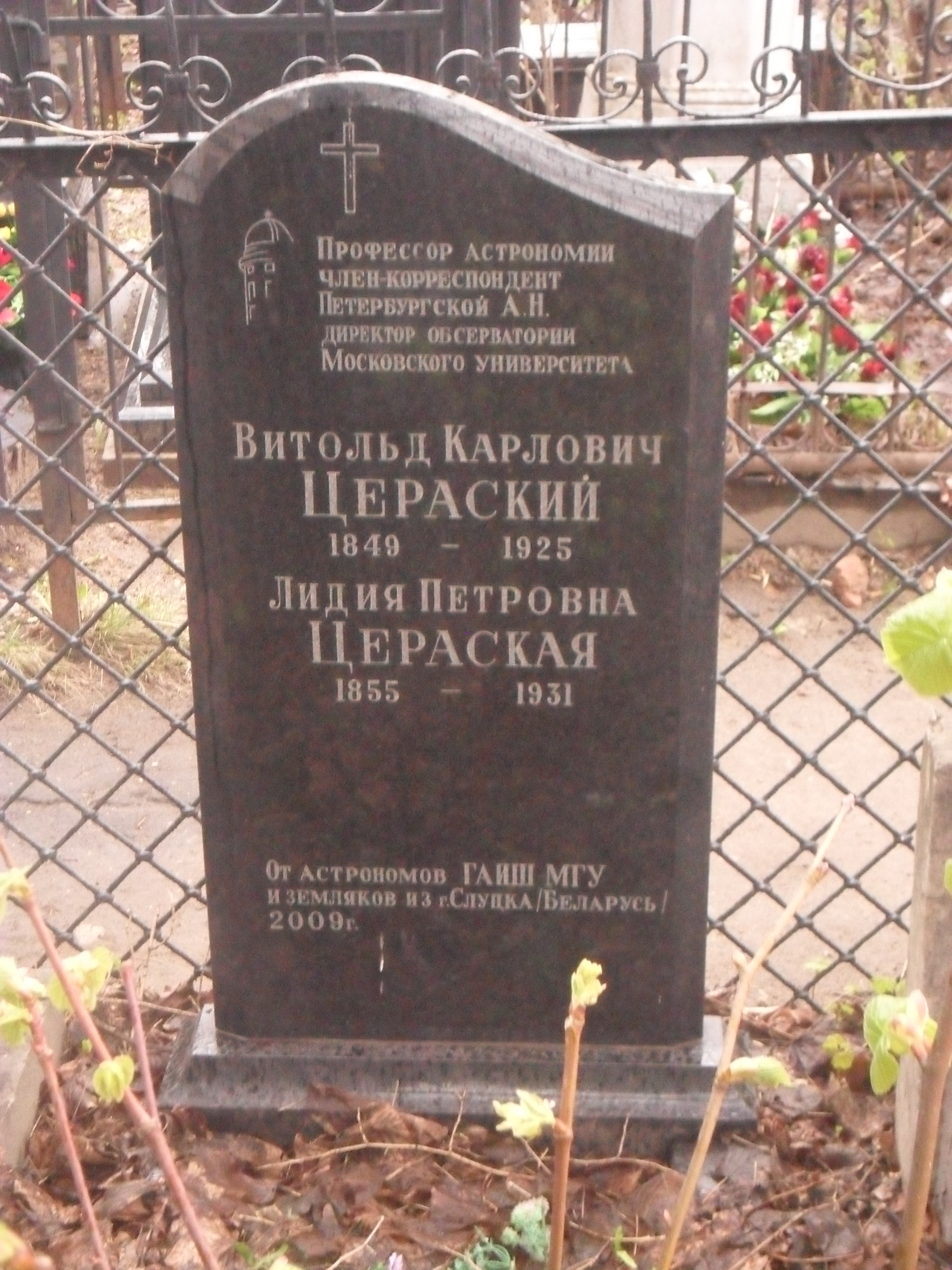
Grabmal von Zeraski und seiner Frau

## Werk
Zeraskis wissenschaftliches Interesse galt der Photometrie, die er zu Untersuchungen der Sonne und für Helligkeitsbestimmungen von Sternen einsetzte und wozu er eigene Verbesserungen des Zöllnerschen Photometers vornahm. Er befasste sich mit Helligkeit und Temperatur der Sonne und entdeckte und untersuchte veränderliche Sterne. Er fand 1895 eine untere Abschätzung der Oberflächentemperatur der Sonne von 3.500 °K, allerdings hat Julius Scheiner die Argumentation als fehlerhaft bezeichnet und stattdessen aus Ceraskis Zahlen eine Temperatur von zirka 6.600 °K abgeleitet.  Ceraski bestimmte 1906 die Helligkeit der Sonne zu −26,59 mag, was dem heute gültigen Wert von −26,83 mag schon sehr nahe kommt.
Ferner untersuchte er Meteore und konstruierte Geräte zur Messung ihrer Winkelgeschwindigkeit.

## Ehrungen
- 1914 wurde Zeraski zum korrespondierenden Mitglied der Sankt Petersburger Akademie der Wissenschaften gewählt.[9][10]
- Der 1915 entdeckte Asteroid (807) Ceraskia wurde nach Zeraski benannt.[11]
- Im Jahre 1970 benannte die Internationale Astronomische Union den Mondkrater Tseraskiy offiziell nach Witold Karlowitsch Zeraski.[12]